# Duczymin (gromada)
Duczymin – dawna gromada, czyli najmniejsza jednostka podziału terytorialnego Polskiej Rzeczypospolitej Ludowej w latach 1954–1972.
Gromady, z gromadzkimi radami narodowymi (GRN) jako organami władzy najniższego stopnia na wsi, funkcjonowały od reformy reorganizującej administrację wiejską przeprowadzonej jesienią 1954 do momentu ich zniesienia z dniem 1 stycznia 1973, tym samym wypierając organizację gminną w latach 1954–1972.
Gromadę Duczymin z siedzibą GRN w Duczyminie utworzono – jako jedną z 8759 gromad na obszarze Polski – w powiecie przasnyskim w woj. warszawskim, na mocy uchwały nr VI/10/16/54 WRN w Warszawie z dnia 5 października 1954. W skład jednostki weszły obszary dotychczasowych gromad Bugzy Płoskie, Duczymin, Dzierzęga, Grabowo-Skorupki i Stara Wieś ze zniesionej gminy Duczymin, a także obszar dotychczasowej gromady Rapaty Żachy oraz wieś Dąbrówka Ostrowska z dotychczasowej gromady Dąbrówka Ostrowska i wieś Czarzaste Wielkie z dotychczasowej gromady Kwiatkowo ze zniesionej gminy Krzynowłoga Wielka, w tymże powiecie. Dla gromady ustalono 11 członków gromadzkiej rady narodowej.
31 grudnia 1959 do gromady Duczymin przyłączono obszar zniesionej gromady Zdziwój Stary w tymże powiecie.
Gromada przetrwała do końca 1972 roku, czyli do kolejnej reformy gminnej.